# Monique Olsen
Monique Grotto Olsen (Lages, Santa Catarina, 2 de setembro de 1990) é uma ex-modelo,ex-apresentadora de tv brasileira e VJ da MTV Brasil. Atualmente, trabalha como psicóloga.
Monique atuou por algumas das mais importantes agências de moda do mundo, como Ford Models, Mega Models, dentre outras. Apareceu em campanhas publicitárias para marcas como Dolce & Gabbana, Agilità, Huis Clos, Someday e Stüssy e em publicações como Vogue, Elle, Marie Claire e outras.
Olsen foi vice-campeã no concurso Riachuelo Mega Models 2003. Ela também foi uma das modelos escolhidas para a Models to Watch for in 2006, da Vogue Italia. 
Em 2013, Monique Olsen entrou na Universidade Pontifícia Católica do Paraná para cursar psicologia, deixando a carreira de modelo e seguindo nessa formação. Seu trabalho de conclusão de curso foi intitulado O Mito da Beleza, Admiração e Amor: Uma Analogia ao Mito de Eros e Psique. Em 2018,  fez especialização em desenvolvimento da personalidade, na ICHTHYS Instituto de Psicologia e Religião, e iniciou mestrado em Jung and Post Jungian Studies, University of Essex, Londres.
Em 2022, teve uma filha.